# Reiner Gürtler
Reiner Gürtler (* 12. August 1955) ist ein deutscher ehemaliger Fußballspieler, der zwischen 1974 und 1984 in Ruhla Zweitligafußball betrieb.

## Sportliche Laufbahn
Schon als Juniorenspieler war Reiner Gürtler bei der TSG Ruhla aktiv. Als die TSG 1974 in die DDR-Liga aufgestiegen war, wurde Gürtler für die Spielzeit 1974/75 erstmals in den Kader der 1. Mannschaft aufgenommen. Er hatte als Abwehrspieler sofort einen Stammplatz und kam in allen 22 Ligaspielen zum Einsatz. Am 14. Spieltag erzielte er bei der 2:7-Heimniederlage gegen Chemie Zeitz sein erstes Punktspieltor in der DDR-Liga. Als Tabellenletzter mit nur drei Siegen stieg die TSG nach einer Saison wieder in die Bezirksliga ab. 
Zunächst spielte Gürtler mit der TSG Ruhla zwei Spielzeiten in der Bezirksliga Erfurt. 1977 stieg die Mannschaft erneut ab, diesmal in die Bezirksklasse Erfurt. Unter Mitwirkung von Gürtler gelangen der sofortige Wiederaufstieg und vier weitere Bezirksliga-Spielzeiten. 
1982 ging Reiner Gürtler in seine zweite DDR-Liga-Saison. Er wurde weiterhin als Verteidiger eingesetzt, verpasste nur ein Punktspiel und erzielte diesmal drei Tore. Da die TSG den Klassenerhalt schaffte, konnte Gürtler wieder zweitklassig spielen. 1983/84 behauptete er seinen Stammplatz in der Abwehr, wurde in allen 22 Ligaspielen aufgeboten und kam noch einmal zu einem Torerfolg. 
Nach dieser Saison stieg die TSG Ruhla endgültig aus der DDR-Liga ab. Sie hatte sich jedoch noch für die Pokalsaison 1984/85 qualifiziert. Sie absolvierte die 1. und die 2. Runde, nach der sie durch eine 0:1-Heimniederlage gegen den Oberligisten FC Vorwärts Frankfurt/O ausschied. Gürtler war in beiden Begegnungen eingesetzt worden.
Nach den beiden Pokalspielen kehrten sowohl die TSG Ruhla wie auch Reiner Gürtler nicht mehr in den höherklassigen Fußball zurück. Als Trainer blieb Gürtler der TSG Ruhla wie auch dem Nachfolgeverein EFC Ruhla 08 bis in die 2000er-Jahre erhalten. 